# 오렌지 카고
오렌지 카고(영어: Orange Cargo Inc, 일본어: オレンジカーゴ株式会社)은 현재 폐업된 일본 아이치현 나고야시에 본사를 둔 화물 항공사 당시 소형 프로펠러 항공기의 화물 운송을 전문으로 새로운 수요를 겨냥해 운항을 시작했지만 기장의 부족에 의한 노선 축소로 화물 수요가 당초 예측을 밑돌아 채산성이 악화되면서 설립된 지 2년 만에 운항을 중단했다.

## 역사
- 2002년 9월 27일 : 회사 설립.
- 2003년 7월 18일 : 제삼자 할당 증자를 실시.
- 2003년 8월 14일 : 항공 운송 사업 허가.
- 2003년 10월 1일 : 하네다 ~ 가고시마, 나가사키 노선 운항 시작.
- 2003년 11월 : 기장의 부족으로 인해 하네다 ~ 나가사키 노선 운항 정지.
- 2003년 12월 : 제삼자 할당 증자를 실시.
- 2004년 3월 22일 : 하네다 ~ 가고시마 운항 정지 및 실적 악화로 영업을 중지하고 모든 직원을 해고.
- 2004년 4월 9일 : 나고야 지방법원에서 파산 선고를 받음.

## 운항 노선

### 도쿄 국제공항기점
- 도쿄 국제공항 ~ 가고시마 공항
- 도쿄 국제공항 ~ 나가사키 공항